# Cheboygan County
Cheboygan County ist ein County im Bundesstaat Michigan der Vereinigten Staaten. Der Verwaltungssitz (County Seat) ist Cheboygan. Das U.S. Census Bureau hat bei der Volkszählung 2020 eine Einwohnerzahl von 25.579 ermittelt.

## Geographie
Das County liegt im Norden der Unteren Halbinsel von Michigan, grenzt im Norden an den Lake Huron, einem der 5 großen Seen, und hat eine Fläche von 2293 Quadratkilometern, wovon 439 Quadratkilometer Wasserfläche sind. Es grenzt im Uhrzeigersinn an folgende Countys: Presque Isle County, Montmorency County, Otsego County, Charlevoix County, Emmet County und auf dem Lake Huron an das Mackinac County.

## Geschichte
Cheboygan County wurde 1840 aus Teilen des Mackinac County gebildet. Benannt wurde es nach dem Cheboygan River.
Ein Ort im County hat den Status einer National Historic Landmark, das aus der Kolonialzeit stammende Fort Michilimackinac. Zehn Bauwerke und Stätten des Countys sind insgesamt im National Register of Historic Places eingetragen (Stand 22. November 2017).

## Demografische Daten

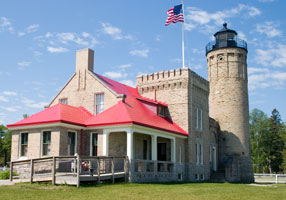
Mackinac Point Lighthouse, gelistet im NRHP mit der Nr. 69000068

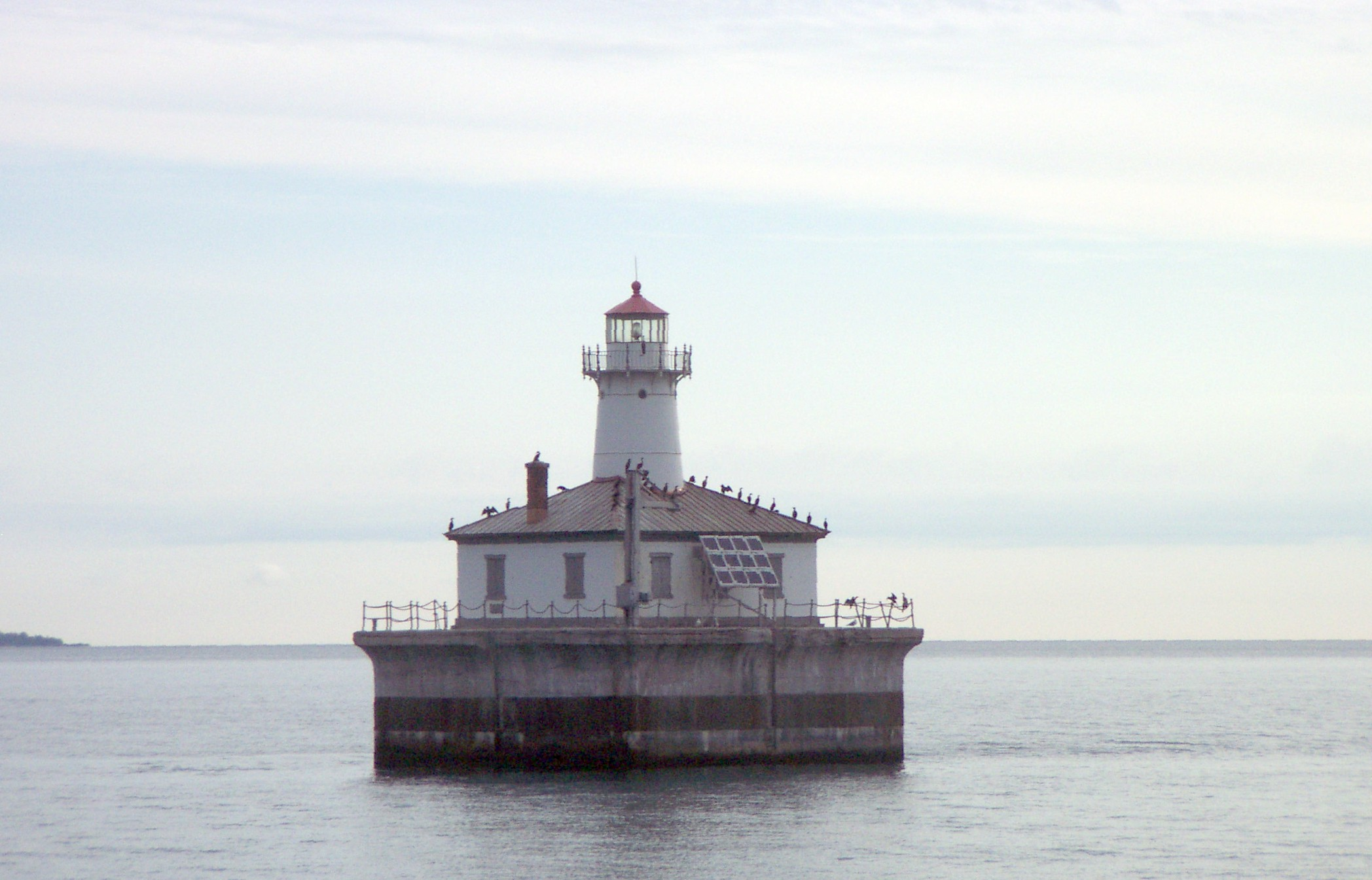
Fourteen Foot Shoal Light Station, gelistet im NRHP mit der Nr. 05000742

Nach der Volkszählung im Jahr 2000 lebten im Cheboygan County 26.448 Menschen in 10.835 Haushalten und 7.573 Familien. Die Bevölkerungsdichte betrug 14 Einwohner pro Quadratkilometer. Ethnisch betrachtet setzte sich die Bevölkerung zusammen aus 94,80 Prozent Weißen, 0,25 Prozent Afroamerikanern, 2,55 Prozent amerikanischen Ureinwohnern, 0,20 Prozent Asiaten, 0,02 Prozent Bewohnern aus dem pazifischen Inselraum und 0,15 Prozent aus anderen ethnischen Gruppen; 2,05 Prozent stammten von zwei oder mehr Ethnien ab. 0,76 Prozent der Bevölkerung waren spanischer oder lateinamerikanischer Abstammung.
Von den 10.835 Haushalten hatten 28,6 Prozent Kinder unter 18 Jahren, die bei ihnen lebten. 58,0 Prozent waren verheiratete, zusammenlebende Paare, 8,6 Prozent waren allein erziehende Mütter und 30,1 Prozent waren keine Familien. 25,8 Prozent waren Singlehaushalte und in 11,8 Prozent lebten Menschen im Alter von 65 Jahren oder darüber. Die Durchschnittshaushaltsgröße betrug 2,41 und die durchschnittliche Familiengröße lag bei 2,87 Personen.
23,7 Prozent der Bevölkerung waren unter 18 Jahre alt. 6,2 Prozent zwischen 18 und 24 Jahre, 25,8 Prozent zwischen 25 und 44 Jahre, 26,3 Prozent zwischen 45 und 64 Jahre und 17,9 Prozent waren 65 Jahre oder älter. Das Durchschnittsalter betrug 41 Jahre. Auf 100 weibliche Personen kamen 98,3 männliche Personen. Auf 100 Frauen im Alter von 18 Jahren und darüber kamen statistisch 96,5 Männer.
Das jährliche Durchschnittseinkommen eines Haushalts betrug 33.417 USD, das Durchschnittseinkommen einer Familie 38.390 USD. Männer hatten ein Durchschnittseinkommen von 30.054 USD, Frauen 20.682 USD. Das Prokopfeinkommen betrug 18.088 USD. 8,7 Prozent der Familien und 12,2 Prozent der Bevölkerung lebten unterhalb der Armutsgrenze.

## Orte im County
- Afton
- Aloha
- Alverno
- Birchwood
- Black Lake
- Burt Lake
- Carp Lake
- Cheboygan
- Chippewa Beach
- Edgewater Beach
- Elmhurst
- Freedom
- Giauque Beach
- Grand View
- Grand View Beach
- Hangore Heights
- Indian River
- Legrand
- Long Point
- Mackinaw City
- Manning
- Miami Beach
- Mullett Lake
- Orchard Beach
- Point Nipigon
- Riggsville
- Rondo
- Royal Oak Beach
- Silver Beach
- Springwell Heights
- Topinabee
- Tower
- Trowbridge
- Wauban Beach
- Weadock
- Wildwood
- Wolverine

Townships
- Aloha Township
- Beaugrand Township
- Benton Township
- Burt Township
- Ellis Township
- Forest Township
- Grant Township
- Hebron Township
- Inverness Township
- Koehler Township
- Mackinaw Township
- Mentor Township
- Mullett Township
- Munro Township
- Nunda Township
- Tuscarora Township
- Walker Township
- Waverly Township
- Wilmot Township